# Ottenhöfen im Schwarzwald
Ottenhöfen im Schwarzwald är en kommun och ort i Ortenaukreis i regionen Südlicher Oberrhein i Regierungsbezirk Freiburg i förbundslandet Baden-Württemberg i Tyskland.
Kommunen ingår i kommunalförbundet Kappelrodeck tillsammans med kommunerna Kappelrodeck och Seebach.